# Team Lamonta
El Team Lamonta (código UCI: TLM) fue un equipo ciclista alemán profesional de 3ª División posteriormente renombrada por Continental. Durante sus últimos dos años en activo cambió su nombre por el de Team 3C-Gruppe (código UCI: 3CG).

## Historia del equipo

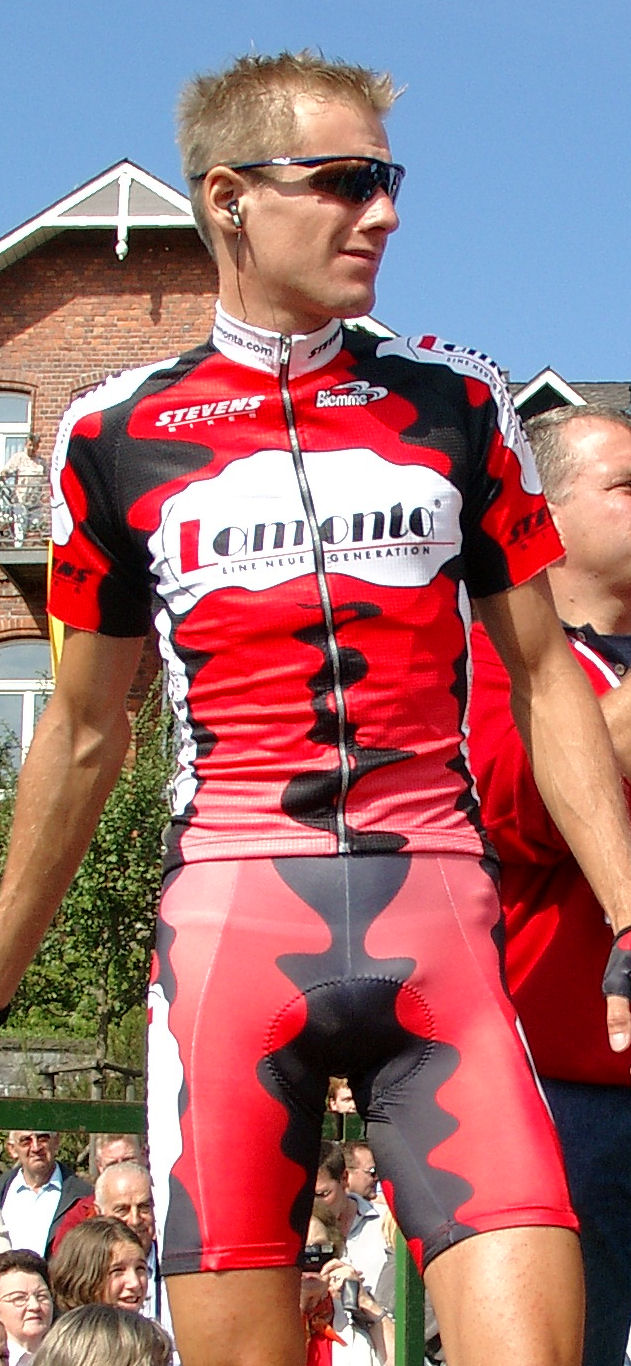
Björn Papstein con el maillot del equipo en 2003.

El equipo se creó en 2002 encuadrado en la 3.ª División. Aunque no consiguieron ningún puesto destacado hasta el año siguiente con la victoria de Jonas Owczarek en la 4.ª etapa del Giro del Capo; que junto a Björn Glasner, con tres segundos puestos, fueron los mejores del equipo en 2003.

### Kopp y Schumacher estrellas del equipo
En 2004 obtuvieron una de sus mejores temporadas con 9 victorias, 4 por parte de David Kopp y 2 por parte de Stefan Schumacher fichados del Team Telekom. Ellos obtuvieron 20 de los 34 puestos entre los tres primeros que obtuvo el equipo.

### Continental
En 2005 se renombró la categoría donde estaba el equipo por la de Continental aunque en la práctica el equipo no sufrió ninguna variación en cuanto a su estructura.

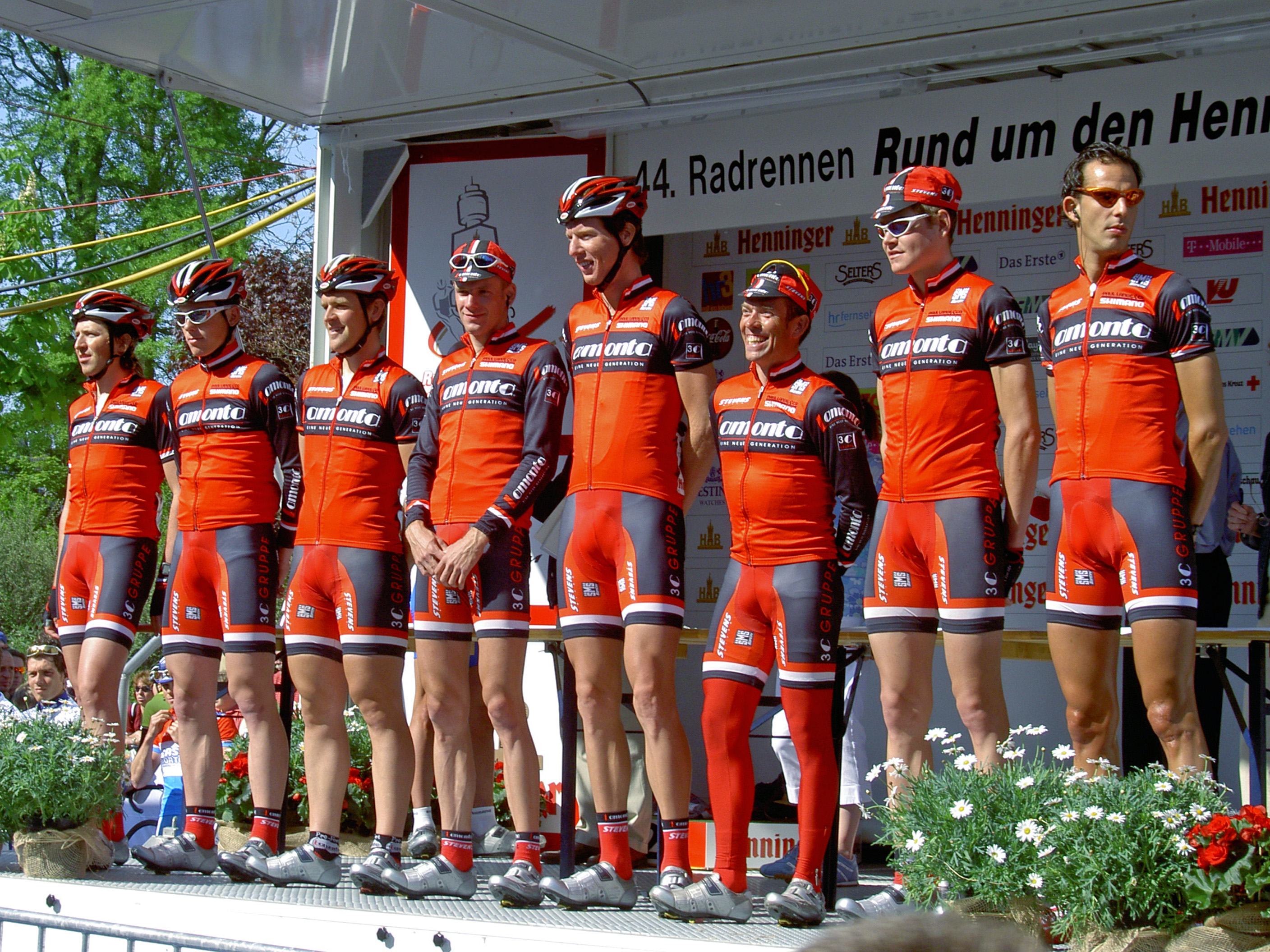
Maillot del equipo en 2005, en el Gran Premio de Fráncfort.

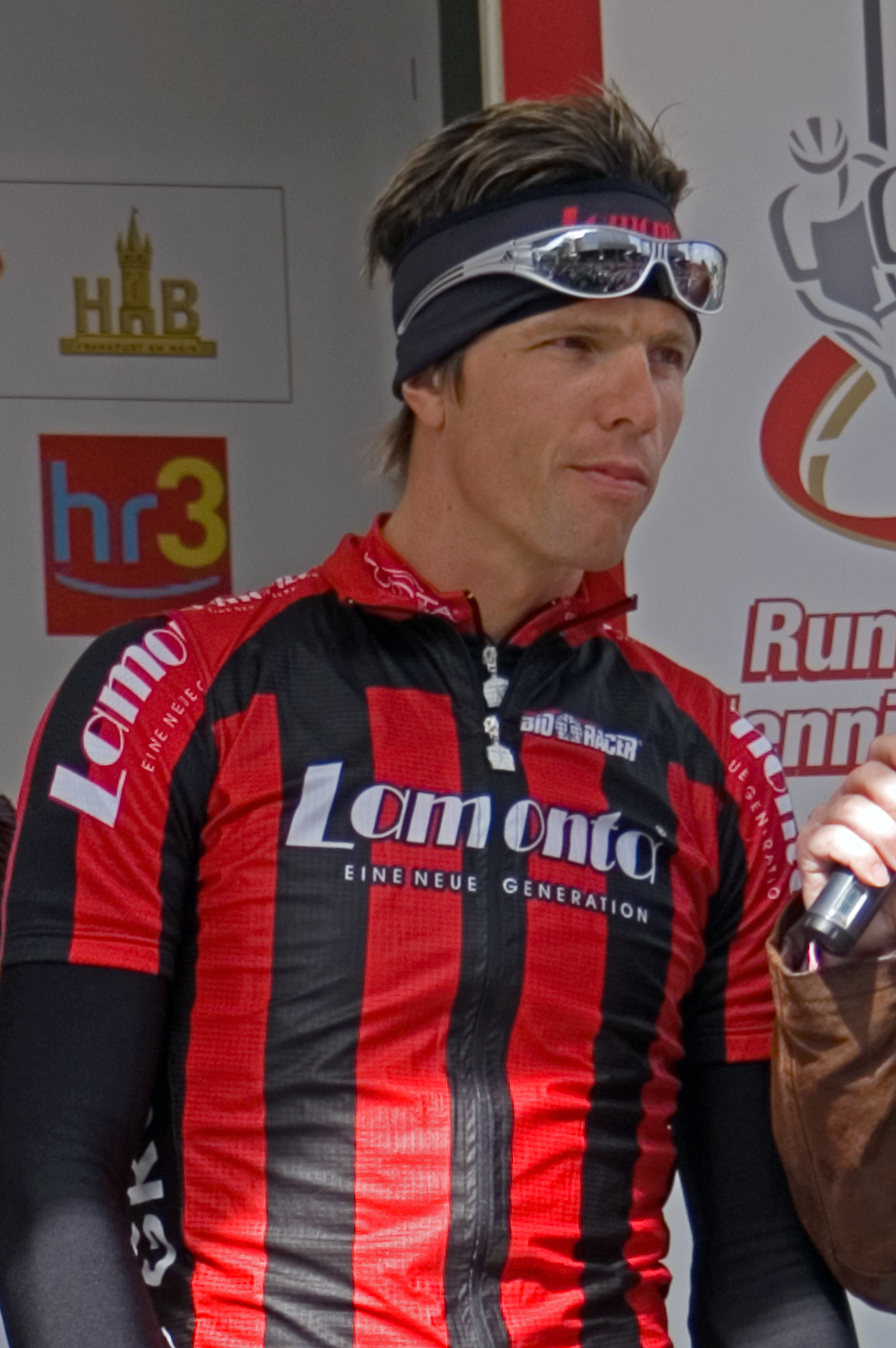
Danilo Hondo, el corredor que más victorias obtuvo durante la historia del equipo, en el Gran Premio de Fráncfort 2006.

Tras la marcha de sus estrellas, Schumacher al Shimano Memory Corp y Kopp al Team Wiesenhof, se volvió a los orígenes con solo 4 victorias con 4 corredores diferentes (Marcel Sieberg, Björn Papstein, Christoph Von Kleinsorgen y Stefan Cohnen) siendo el resto de puestos destacados igualmente repartidos entre varios miembros del equipo.

#### Fichaje de Danilo Hondo
En el mes de abril de la temporada 2006 ficharon ha experimentado esprínter Danilo Hondo, tras ver reducida su sanción por dopaje. Gracias a él obtuvieron su mejor temporada con 10 victorias, 8 de ellas conseguidas por Hondo, consiguiendo ese mismo corredor 23 de los 33 puestos entre los tres mejores que obtuvo el equipo. Siendo el resto de victorias para Hannes Blank y André Schulze. Hondo finalizó 2.º en el UCI Europe Tour a solo 21 puntos del ganador, Niko Eeckhout. Siendo hasta la fecha el mejor puesto para un corredor de un equipo de categoría Continental.
Como curiosidad destacar que ese año se incorporó a la dirección deportiva el veterano corredor Holger Sievers convirtiéndose en uno de los máximos responsables del equipo, haciendo la doble labor de director-corredor. Además de la labor de persona de contacto del equipo que ya estaba desempeñando anteriormente.

#### Últimos años: 3C patrocinador principal
De cara a 2007 se incorporó como patrocinador principal 3C, que un año antes ya había patrocinado al equipo italiano de categoría Profesional Continental Team 3C Casalinghi Jet Androni Giocattoli. llamándose el equipo Team 3C-Gruppe Lamonta y un año después simplemente Team 3C-Gruppe.
En 2007 solo consiguieron 3 victorias: 2 por parte de Erik Hoffmann y 1 por parte de Tobias Erler. Hofmann fue el mejor del equipo ya que además destacó con otros dos segundos puestos y un tercero.
De cara a 2008 apenas cambió el equipo, los únicos fichajes fueron Sebastian Forke del Continental Milram, Christian Leben del Team Wiesenhof Felt, Dennis Pohl del Heinz Von Heiden-Focus y Dennis Klemme neoprofesional como stagiaire; por su parte marcharon Ingmar Dassler al LKT Team Brandenburg y Erik Hoffman al Giant Asia Racing Team mientras que Sören Hoffmann y Elnathan Heizmann se quedaron sin equipo. Manteniendo así una plantilla de 15 corredores. Dominic Klemme se destapó obteniendo 6 de las 9 victorias del equipo siendo el resto de victorias para Matthias Friedemann, René Obst y Holger Sievers; del resto destacar a Paul Voss y Dennis Pohl con tres segundos y terceros puestos respectivamente.

## Sede
Su sede estaba en Nienburg (Sonnenblumenweg 12, 31582).

## Material ciclista
El equipo utilizó bicicletas Kocmo (2002), Stevens (2003-2005), Kuota (2006) y Look (2007-2008).

## Clasificaciones UCI
La Unión Ciclista Internacional elaboraba el Ranking UCI de clasificación de los ciclistas y equipos profesionales.
A partir de 1999 y hasta 2004 la UCI estableció una clasificación por equipos divididos en tres categorías (primera, segunda y tercera). La clasificación del equipo y su ciclista más destacado fue la siguiente:
| Año  | Categoría | Clasificación por equipos | Mejor corredor en la clasificación individual | Posición |
| 2002 | Tercera   | -                         | -                                             | -        |
| 2003 | Tercera   | 16.º                      | Björn Glasner                                 | 354.º    |
| 2004 | Tercera   | 1.º                       | Stefan Schumacher                             | 140.º    |

A partir de 2005 la UCI instauró los Circuitos Continentales UCI, donde el equipo estuvo desde que se creó dicha categoría, registrado dentro del UCI Europe Tour. Estando en las clasificaciones del UCI Europe Tour Ranking, UCI Africa Tour Ranking, UCI America Tour Ranking y UCI Asia Tour Ranking. Las clasificaciones del equipo y de su ciclista más destacado son las siguientes:
| Año                      | Clasificación por equipos | Mejor corredor en la clasificación individual | Posición |
| 2005 (Africa Tour)       | 7.º                       | Björn Papstein                                | 27.º     |
| 2005 (Asia Tour)         | 24.º                      | Marcel Sieberg                                | 17.º     |
| 2005 (Europe Tour)       | 24.º                      | Marcel Sieberg                                | 18.º     |
| 2005-2006 (Africa Tour)  | 10.º                      | Stefan Heiny                                  | 143.º    |
| 2005-2006 (Asia Tour)    | 23.º                      | Soren Petersen                                | 141.º    |
| 2005-2006 (Europe Tour)  | 17.º                      | Danilo Hondo                                  | 2.º      |
| 2006-2007 (Africa Tour)  | 5.º                       | Erik Hoffmann                                 | 30.º     |
| 2006-2007 (Europe Tour)  | 43.º                      | Matthias Friedemann                           | 204.º    |
| 2007-2008 (America Tour) | 33.º                      | Matthias Friedemann                           | 232.º    |
| 2007-2008 (Europe Tour)  | 29.º                      | Dominik Klemme                                | 50.º     |

## Palmarés
Para años anteriores, véase Palmarés del Team Lamonta

### Palmarés 2008

#### Circuitos Continentales UCI
| Fechas           | Circuito                   | Carreras                        | Ganador             |
| 8 de febrero     | UCI America Tour 2007-2008 | 4.ª etapa de la Vuelta a Cuba   | Matthias Friederman |
| 14 de febrero    | UCI America Tour 2007-2008 | 10.ª etapa de la Vuelta a Cuba  | René Obst           |
| 9 de marzo       | UCI Europe Tour 2007-2008  | Gran Premio Villa de Lillers    | Dominic Klemme      |
| 11 de mayo       | UCI Europe Tour 2007-2008  | Tour de Halkidiki               | Holger Sievers      |
| 12 de junio      | UCI Europe Tour 2007-2008  | Tour de Thüringe                | Dominic Klemme      |
| 21 de agosto     | UCI Europe Tour 2007-2008  | 2.ª etapa del Regio-Tour        | Dominic Klemme      |
| 27 de agosto     | UCI Europe Tour 2007-2008  | Druivenkoers Overijse           | Dominic Klemme      |
| 8 de septiembre  | UCI Europe Tour 2007-2008  | 3.ª etapa del Tour del Porvenir | Dominic Klemme      |
| 12 de septiembre | UCI Europe Tour 2007-2008  | 7.ª etapa del Tour del Porvenir | Dominic Klemme      |

## Plantilla
Para años anteriores, véase Plantillas del Team Lamonta

### Plantilla 2008
| Nombre              | Nacimiento  | Nacionalidad | Equipo 2007             |
| Tobias Erler        | 17/05/1979  | Alemania     | Team 3C-Gruppe Lamonta  |
| Sebastian Forke     | 13/03/1987  | Alemania     | Continental Team Milram |
| Matthias Friedemann | 17/08/1984  | Alemania     | Team 3C-Gruppe Lamonta  |
| Sergej Fuchs        | 31/10/1986  | Alemania     | Team 3C-Gruppe Lamonta  |
| Dominic Klemme      | 31/10/1986  | Alemania     | Team 3C-Gruppe Lamonta  |
| Christian Leben     | 06/04/1985  | Alemania     | Team Wiesenhof Felt     |
| René Obst           | 21/06/1977  | Alemania     | Team 3C-Gruppe Lamonta  |
| Björn Papstein      | 05/06/1975  | Alemania     | Team 3C-Gruppe Lamonta  |
| Dennis Pohl         | 11/11/1986  | Alemania     | Heinz Von Heiden-Focus  |
| Sebastian Pristl    | 15/09/1987  | Alemania     | Team 3C-Gruppe Lamonta  |
| Felix Schäfermeier  | 03/08/1988  | Alemania     | Team 3C-Gruppe Lamonta  |
| Frank Scherzinger   | 12/04/ 1986 | Alemania     | Team 3C-Gruppe Lamonta  |
| Holger Sievers      | 22/11/1968  | Alemania     | Team 3C-Gruppe Lamonta  |
| Paul Voss           | 26/03/1986  | Alemania     | Team 3C-Gruppe Lamonta  |

| Stagiaire     | Fecha      | Nacionalidad |
| ------------- | ---------- | ------------ |
| Dennis Klemme | 27/10/1988 | Alemania     |

1. ↑  Desde el 1 de agosto.